# Kanasín (gemeente)
Kanasín is een gemeente in de Mexicaanse deelstaat Yucatán. De hoofdplaats van Kanasín is Kanasín. De gemeente Kanasín heeft een oppervlakte van 72,8 km².
De gemeente heeft 39.191 inwoners (2000). 11.248 daarvan spreken een indiaanse taal, voornamelijk Yucateeks Maya en Nahuatl.
Abalá · Acanceh · Akil · Baca · Bokobá · Buctzotz · Cacalchén · Calotmul · Cansahcab · Cantamayec · Celestún · Cenotillo · Conkal · Cuncunul · Cuzamá · Chacsinkín · Chankom · Chapab · Chemax · Chicxulub Pueblo · Chichimilá · Chikindzonot · Chocholá · Chumayel · Dzan · Dzemul · Dzidzantún · Dzilam de Bravo · Dzilam González · Dzitás · Dzoncauich · Espita · Halachó · Hocabá · Hoctún · Homún · Huhí · Hunucmá · Ixil · Izamal · Kanasín · Kantunil · Kaua · Kinchil · Kopomá · Mama · Maní · Maxcanú · Mayapán · Mérida · Mocochá · Motul · Muna · Muxupip · Opichén · Oxkutzcab · Panabá · Peto · Progreso · Quintana Roo · Río Lagartos · Sacalum · Samahil · Sanahcat · San Felipe · Santa Elena · Seyé · Sinanché · Sotuta · Sucilá · Sudzal · Suma · Tahdziú · Tahmek · Teabo · Tecoh · Tekal de Venegas · Tekantó · Tekax · Tekit · Tekom · Telchac Pueblo · Telchac Puerto · Temax · Temozón · Tepakán · Tetiz · Teya · Ticul · Timucuy · Tinúm · Tixcacalcupul · Tixkokob · Tixméhuac · Tixpéhual · Tizimín · Tunkás · Tzucacab · Uayma · Ucú · Umán · Valladolid · Xocchel · Yaxcabá · Yaxkukul · Yobaín
- Library of Congress Control Number: no96054694
- Virtual International Authority File: 152748871